# بازنشسته‌ها
بازنشسته‌ها فیلمی به کارگردانی  و نویسندگی محسن ربیعی ساختهٔ سال ۱۳۹۱ است.

## بازیگران
- فتحعلی اویسی
- مریم امیرجلالی
- یوسف صیادی
- آرام جعفری
- مهدی احمدی
- خسرو امیرصادقی
- کاظم افرندنیا
- محمدرضا امیرصادقی